# V̄
Cette page contient des caractères spéciaux ou non latins. S’ils s’affichent mal (▯, ?, etc.), consultez la page d’aide Unicode.
V̄ (minuscule : v̄), appelé V macron, est un graphème utilisé dans l’écriture rawang et a été utillisé dans l’écriture du mahorais.
Il s'agit de la lettre V diacritée d'un macron.

## Utilisation
En rawang, ‹ v̄ › représente une voyelle moyenne centrale /ə/ avec un ton moyen.
En mahorais, le v macron ‹ v̄ › a représenté consonne fricative bilabiale voisée [ꞵ] dans l’alphabet de 2006, écriture ‹ bv › ou ‹ vh › dans d’autres propositions d’alphabet mahorais.

## Représentations informatiques
Le V macron peut être représenté avec les caractères Unicode suivants :
- décomposé (latin de base, diacritiques)[1],[2] :

| formes    | représentations | chaînes de caractères | points de code | descriptions                                 |
| --------- | --------------- | --------------------- | -------------- | -------------------------------------------- |
| capitale  | V̄               | V◌̄                    | U+0056 U+0304  | lettre majuscule latine v diacritique macron |
| minuscule | v̄               | v◌̄                    | U+0076 U+0304  | lettre minuscule latine v diacritique macron |